# Eysturtindur
De Eysturtindur is een berg die ligt op het eiland Vágar, Faeröer. De berg heeft een hoogte van 714 meter.